# Sphecodoptera sheni
Sphecodoptera sheni is een vlinder uit de familie wespvlinders (Sesiidae), onderfamilie Sesiinae.
Sphecodoptera sheni is voor het eerst wetenschappelijk beschreven door Arita & Xu in 1994. De soort komt voor in het Palearctisch gebied.